# Strömsborg

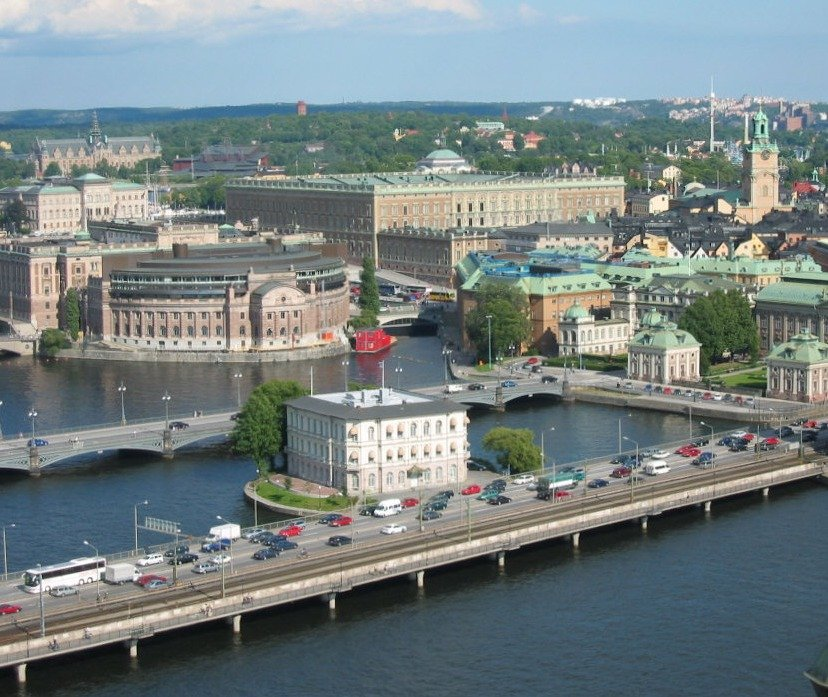
Strömsborg

Strömsborg – wyspa w centralnym Sztokholmie.
Wyspa zlokalizowana jest na północ od Stadsholmen i na zachód od Helgeandsholmen, między mostami Centralbron, autostradą przechodzącą przez centralny Sztokholm i Vasabron.
Strömsborg jest częścią Gamla Stan i jest połączony z resztą miasta mostem Strömsborgsbron prowadzącym do Vasabron.